# Triodontopyga montei
Triodontopyga montei là một loài ruồi trong họ Tachinidae.